# Ben Šemen
Ben Šemen (hebrejsky בֶּן שֶׁמֶן, doslova „Syn oleje“, přeneseně „Úrodný“, v oficiálním přepisu do angličtiny Ben Shemen) je vesnice typu mošav v Izraeli, v Centrálním distriktu, v Oblastní radě Chevel Modi'in.

## Geografie
Leží v nadmořské výšce 70 metrů v hustě osídlené a zemědělsky intenzivně využívané pobřežní nížině, nedaleko od úpatí kopcovitých oblasti v předhůří Judeje a Samařska. Jižně od vesnice protéká Nachal Ajalon.
Obec se nachází 19 kilometrů od břehu Středozemního moře, cca 19 kilometrů jihovýchodně od centra Tel Avivu, cca 35 kilometrů severozápadně od historického jádra Jeruzalému a 3 kilometry východně od města Lod. Leží v silně urbanizovaném území, na jihovýchodním okraji aglomerace Tel Avivu. 6 kilometrů severozápadním směrem od mošavu se rozkládá Ben Gurionovo mezinárodní letiště. Ben Šemen obývají Židé, přičemž osídlení v tomto regionu je etnicky převážně židovské. Pouze ve městech Lod a Ramla ležících jihozápadně odtud je cca dvacetiprocentní menšina Arabů.
Ben Šemen je na dopravní síť napojen pomocí místní silnice číslo 443. Východně od mošavu probíhá severojižní dálnicí číslo 6 (takzvaná Transizraelská dálnice). Ta se poblíž vesnice kříží s dálnicí číslo 1 z Tel Avivu do Jeruzalému. Související dálniční křižovatka patří k nejfrekventovanějším dopravním uzlům v zemi. Jižně od vesnice probíhá rovněž nový úsek železniční trati vedoucí z aglomerace Tel Avivu do města Modi'in-Makabim-Re'ut.

## Dějiny
Ben Šemen byl založen v roce 1952. Vznikl vydělením od staršího komplexu zemědělské školy Ben Šemen (dnes mládežnická vesnice Ben Šemen), která již v 1. polovině 20. století byla jedním z hlavních školících center židovského agrárního osidlování Palestiny. Zakladateli mošavu Ben Šemen byla skupina Židů z Rumunska. V letech 1963–1991 byl Ben Šemen i sousední mošav Kerem Ben Šemen sloučeny do jedné obce, pak se opět osamostatnily.

## Demografie
Podle údajů z roku 2014 tvořili naprostou většinu obyvatel v Ben Šemen Židé (včetně statistické kategorie "ostatní", která zahrnuje nearabské obyvatele židovského původu ale bez formální příslušnosti k židovskému náboženství).
Jde o menší obec vesnického typu s dlouhodobě rostoucí populací. K 31. prosinci 2014 zde žilo 824 lidí. Během roku 2014 populace klesla o 0,7 %.
| Rok            | 1961 | 1972 | 1983 | 1995 | 2001 | 2003 | 2004 | 2005 | 2006 | 2007 | 2008 | 2009 | 2010 | 2011 | 2012 | 2013 | 2014 |
| -------------- | ---- | ---- | ---- | ---- | ---- | ---- | ---- | ---- | ---- | ---- | ---- | ---- | ---- | ---- | ---- | ---- | ---- |
| Počet obyvatel | 190  | 236  | 280  | 394  | 523  | 565  | 584  | 610  | 627  | 644  | 660  | 722  | 746  | 792  | 793  | 830  | 824  |